# 穆罗卢卡诺
穆罗卢卡诺（義大利語：Muro Lucano），是意大利波坦察省的一个市镇。总面积125平方公里，人口5779人，人口密度46.2人/平方公里（2009年）。ISTAT代码为076053。